# Angous
Angous é uma comuna francesa na região administrativa da Nova Aquitânia, no departamento dos Pirenéus Atlânticos. Estende-se por uma área de 6,37 km². Em 2010 a comuna tinha 105 habitantes (densidade: 16,5 hab./km²).